# Atlético Rio Branco
Clube Atlético Acreano – brazylijski klub piłkarski z siedzibą w mieście Rio Branco leżącym w stanie Acre.

## Osiągnięcia
- Mistrz stanu Acre (Campeonato Acreano) (6): 1952, 1953, 1962, 1968, 1987, 1991

## Historia
Atlético Acreano założony został 27 kwietnia 1952 roku i gra obecnie w pierwszej lidze stanu Acre (Campeonato Acreano).